# Perseverano
Perseverano ist eine Ortschaft in Uruguay.

## Geographie
Sie befindet sich im südlichen Teil des Departamento Soriano in dessen Sektor 5. Perseverano liegt nordwestlich von Castillos und südlich des Río San Salvador, dessen linksseitiger Nebenfluss del Sauce unweit des südlichen Ortsrandes verläuft. Wenige Kilometer südlich liegt die Grenze zum Nachbardepartamento Colonia, auf dessen Gebiet sich dort die Cuchilla San Juan erstreckt. Nächstgelegene Ortschaft in westlicher Richtung ist Palo Solo.

## Einwohner
Perseverano hatte bei der Volkszählung im Jahre 2004 141 Einwohner.
| Jahr | Einwohner |
| ---- | --------- |
| 1996 | -         |
| 2004 | 141       |

Quelle: Instituto Nacional de Estadística de Uruguay